# Hussein Saeed
Hussein Saeed (àrab: حسين سعيد)  (Bagdad, 21 de gener de 1958) és un exfutbolista iraquià de la dècada de 1980, entrenador i dirigent esportiu.
Fou escollit en la posició 25 en la llista de millors jugadors asiàtics del segle xx. Fou internacional amb la selecció de futbol de l'Iraq amb la qual participà a la Copa del Món de futbol de 1986. Pel que fa a clubs, durant tota la seva carrera jugà a Al-Talaba.
Fou entrenador a Al-Talaba i l'any 2004 fou escollit president de l'Associació Iraquiana de Futbol.